# Palaestra
Palaestra là một chi bọ cánh cứng trong họ Meloidae.
Chi này được miêu tả khoa học năm 1840 bởi Laporte de Castelnau.

## Các loài
Các loài trong chi này gồm:
- Palaestra assimilis (Hope, 1842)
- Palaestra eucera Fairmaire, 1870
- Palaestra platycera Fairmaire, 1880
- Palaestra quadrifoveata Fairmaire, 1880
- Palaestra rubricollis (Hope, 1842)
- Palaestra rubripennis Laporte de Castelnau, 1840
- Palaestra rufipennis (Westwood, 1841)
- Palaestra rufocincta Fairmaire, 1880
- Palaestra violacea (Hope, 1842)